# 主席之舞

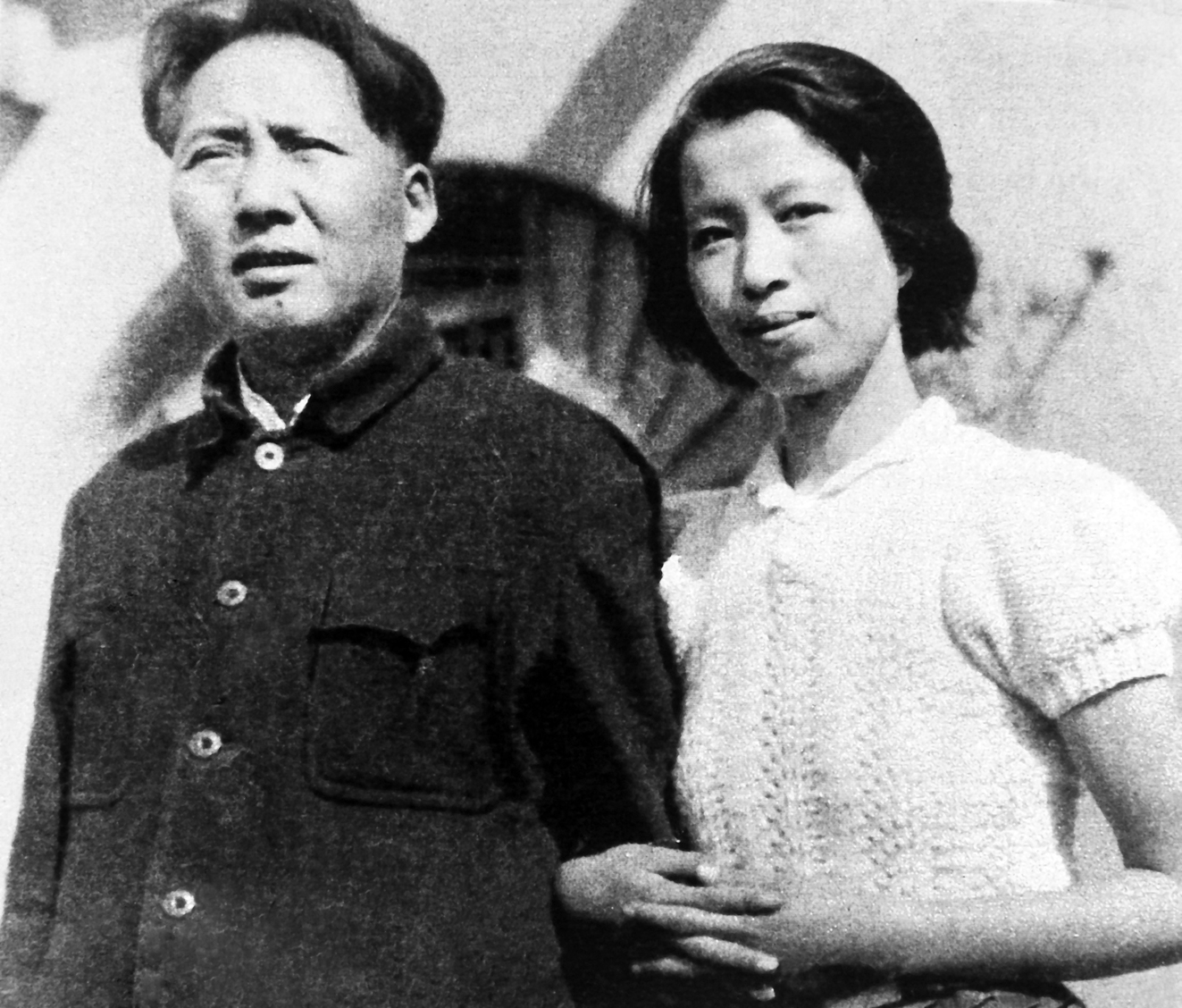
毛泽东与江青的合影（摄于1940年代的延安）根据作者约翰·库利奇·亚当斯的说法，《主席之舞》描绘的是毛泽东和江青一同跳狐步舞，好似重新回到过去的延安

《主席之舞》（英語：The Chairman Dances），副标题为“为管弦乐团所写的狐步舞曲”（英語：Foxtrot for Orchestra），是美国极简主义作曲家约翰·库利奇·亚当斯于1985年创作的管弦乐作品，时长约13分钟。
《主席之舞》是受美国国家艺术基金会之托，为密尔沃基交响乐团而作的，包含数个与舞曲相似的旋律。根据作者的说法，这一乐曲是他当时正在创作的歌剧《尼克松在中国》第三幕的未选用片段，这一片段“充分地展现了江青作为电影女演员的过往，音乐的主题时而缠绵且感伤，时而华丽且奔放，音乐在由活力四射的动机交织而成的喧闹织体上驰骋。”
《主席之舞》亦被游戏《文明IV》 与电影《我是爱》 选为配乐。
由于《主席之舞》具有鲜明的旋律性与活泼的节奏，这部作品已经成为了流行的管弦乐团曲目，在中国大陆也有演出。